# Mila Kunis
Mila Kunis (născută Milena Markovna Kunis; Мiлена Маркoвна Кунiс; n. 14 august 1983, Cernăuți, RSS Ucraineană, URSS) este o actriță americană. Deși s-a născut în Ucraina, ea s-a mutat în Los Angeles împreună cu familia ei, în 1991, pe când avea 7 ani. În timpul școlii, s-a înscris la diverse cursuri de actorie ca activitate după ore, iar curând a fost descoperită de un agent. A apărut în câteva reclame și seriale înainte să primească primul ei rol important, înainte să împlinească 15 ani. A interpretat-o pe Jackie Burkhart în serialul That '70s Show. Din 1999, ea este vocea personajului  Meg Griffin în serialul animat Family Guy. 
Rolul care a făcut-o cunoscută în industria filmului a fost cel al lui Rachel Jansen din comedia romantică Forgetting Sarah Marshall, apărută în 2008. Printre filmele în care a jucat se numără Max Payne (2008), The Book of Eli (2010), comedia romantică Friends with Benefits (2011), comedia Ted (2012), fantezia Oz the Great and Powerful (2013), Wicked Witch of the West, precum și thriller-ul psihologic Black Swan (2010). Rolul pe care l-a interpretat în Black Swan (Lily) i-a adus ovații la scenă deschisă: a primit premiul Marcello Mastroianni pentru Cea Mai Bună Tânără Actriță. De asemenea, a fost nominalizată la Globul de Aur pentru cel mai bun rol-suport și la SAG (Screen Actors Guild) pentru "prestația excepțională a unei actrițe într-un rol suport" (Screen Actors Guild Award for Outstanding Performance by a Female Actor in a Supporting Role).

## Biografie

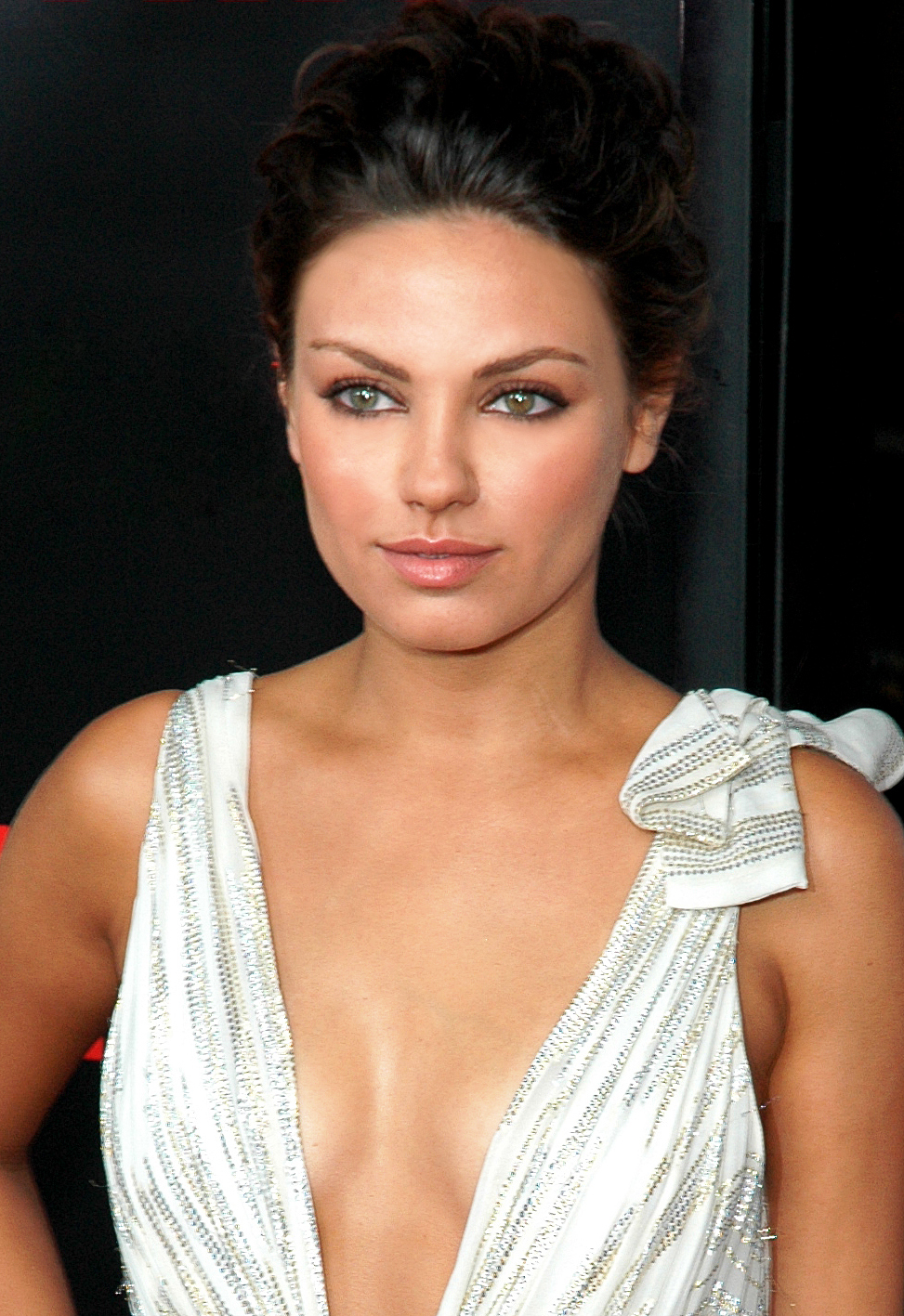
Mila Kunis la premiera filmului Max Payne (2008)

S-a născut la Cernăuți, azi în Ucraina, în timpul regimului sovietic, într-o familie de evrei. A jucat în producții de televiziune precum Jackie Burkhart din That '70s Show și este și vocea personajului Meg Griffin în seria animată Family Guy. Poate fi urmărită și în rolurile Rachel Jansen din Forgetting Sarah Marshall, Mona Sax din Max Payne sau Solara din The Book of Eli. În 2010 a câștigat trofeul Marcello Mastroianni pentru Cea mai bună actriță a Festivalului Internațional de la Veneția pentru rolul Lily din producția Black Swan. Pentru același rol a fost nominalizată la Globurile de Aur.
S-a mutat la Los Angeles în 1991. Mama sa Elvira a fost profesoară de fizică și farmacistă, iar tatăl său Mark Kunis este un fost inginer mecanic și managerul unei firme de taximetrie. Mai are un frate mai mare, Michael. Din primele sale experiențe americane, actrița își amintește că nu a înțeles cultura, mentalitățile oamenilor de aici și a suferit în primele zile. Pentru că nu știa deloc engleza, colegii săi nu au iertat-o și debutul său în viața americană a fost făcut prin zile întregi de plânsete. "Imaginează-ți că ești și surd și orb încă de la șapte ani". Aceasta este vorba sa preferată, care descrie întocmai starea pe care a avut-o atunci când s-a mutat în Statele Unite ale Americii.

## Viața personală
Pe 14 septembrie 2011, FBI a anunțat că investighează o presupusă spargere a conturilor de e-mail și a telefonului actriței Mila Kunis, precum și ale lui Scarlett Johansson și Vanessa Hudgens. Christopher Chaney din Jacksonville, Florida, a pledat vinovat mai târziu în fața curții federale pentru 9 capete de acuzare pentru hackingul digital.
În Noiembrie 2011, Kunis a fost escortată de sergentul Scott Moore la Balul Fortelor Marine SUA, în Greenville, eveniment care celebra a 236-a aniversare a Forțelor Marine. 

### Sănătate
În ianuarie 2011, ea a făcut public faptul că se luptă cu o afecțiune cronică a ochilor, afecțiune care i-a provocat orbirea temporară la un ochi. Câteva luni înainte, ea făcuse o operație pentru a corecta această problemă. Kunis are afecțiunea numită heterochromia iridium, ceea ce constă în culori diferite ale irișilor: ochiul stâng este căprui și cel drept este verde.

### Relații
Kunis a început să se întâlnească cu actorul Macaulay Culkin în 2002. În timpul relației lor, au existat zvonuri cum că se pregătesc de căsătorie, dar Kunis le-a infirmat. Într-un interviu pentru revista BlackBook, Kunis declară că "mariajul nu este ceva important pentru mine". Ea spune că a făcut tot posibilul să își protejeze intimitatea,spunând că "Nu vorbim cu presa despre relația noastră. Este și așa mult mai mediatizată decât mi-aș fi dorit." Când a fost întrebată dacă i-a fost dificil să stea departe de presă și tabloide, Kunis a răspuns: "Îmi țin viața personală cât de personală pot, atât fizic, cât și mental." Întrebată dacă acest lucru îi este dificil, ea răspunde: "Nu îmi pasă. O să dau tot ce e mai bun din mine pentru a o proteja." Pe 3 ianuarie 2011, agentul Milei a confirmat zvonurile cum că relația ei cu Culkin a luat sfârșit, spunând că "A fost o separare amicală, au rămas prieteni apropiați."
Mila a început să iasă cu fostul ei coleg de platou din serialul That '70s Show, Ashton Kutcher în aprilie 2012 și s-au logodit în februarie 2014. Ea a născut-o pe prima lor fetiță, Wyatt Isabelle, în octombrie 2014. Kunis și Kutcher s-au căsătorit în primul weekend din iulie 2015 în Oak Glen, California, iar mai târziu, în noiembrie 2016, se naște și fiul lor Dimitri Portwood Kutcher.

## Filmografie

### Film
| An   | Titlu                            | Rol                 | Note                |
| ---- | -------------------------------- | ------------------- | ------------------- |
| 1995 | Piranha                          | Susie Grogan        | [[Direct-to-video]] |
| 1996 | Santa with Muscles               | Sarah               |                     |
| 1997 | Honey, We Shrunk Ourselves       | Jill                | Direct-to-video     |
| 1998 | Krippendorf's Tribe              | Abbey Tournquist    |                     |
| 2001 | Get Over It                      | Basin               |                     |
| 2002 | American Psycho 2                | Rachael             | Direct-to-video     |
| 2004 | Tony n' Tina's Wedding           | Tina                |                     |
| 2005 | Stewie Griffin: The Untold Story | Meg Griffin (voice) | Direct-to-video     |
| 2007 | After Sex                        | Nikki               | Direct-to-video     |
| 2007 | Moving McAllister                | Michelle            |                     |
| 2008 | Boot Camp                        | Sophie              |                     |
| 2008 | Forgetting Sarah Marshall        | Rachel Jansen       |                     |
| 2008 | Max Payne                        | Mona Sax            |                     |
| 2009 | Extract                          | Cindy               |                     |
| 2010 | The Book of Eli                  | Solara              |                     |
| 2010 | Date Night                       | Whippit             |                     |
| 2010 | Black Swan                       | Lily                |                     |
| 2011 | Friends with Benefits            | Jamie Rellis        |                     |
| 2012 | Ted                              | Lori Collins        |                     |
| 2012 | Tar                              | Catherine           |                     |
| 2013 | Oz the Great and Powerful        | Theodora            |                     |
| 2013 | Blood Ties                       | Natalie             |                     |
| 2014 | Third Person                     | Julia               |                     |
| 2014 | The Angriest Man in Brooklyn     | Sharon Gill         |                     |
| 2014 | Jupiter Ascending                | Jupiter Jones       | În post-producție   |
| 2014 | Hell & Back                      | Deema (voce)        | În post-producție   |
| 2016 | Bad Moms                         | Amy                 |                     |

### Televiziune
| An                      | Titlu                                  | Rol                  | Note                                        |
| ----------------------- | -------------------------------------- | -------------------- | ------------------------------------------- |
| 1994                    | Days of our Lives                      | Hope (as young girl) | Flashback                                   |
| 1994–1995               | Baywatch                               | Annie, Bonnie        | 2 episoade                                  |
| 1995                    | The John Larroquette Show              | Lucy                 | Episodul: "The Defiant One"                 |
| 1995                    | Hudson Street                          | Devon                | Episodul: "Here's Just Looking at You, Kid" |
| 1996                    | Unhappily Ever After                   | Chloe                | Episodul: "In the Stars"                    |
| 1996–1997               | Nick Freno: Licensed Teacher           | Anna-Maria Del Bono  | 5 episoade                                  |
| 1996–1997               | 7th Heaven                             | Ashley               | 4 episoade                                  |
| 1997                    | Walker, Texas Ranger                   | Pepper               | Episodul: "Last Hope"                       |
| 1998                    | Gia                                    | Gia (at age 11)      | HBO movie                                   |
| 1998–2006               | That '70s Show                         | Jackie Burkhart      | Main role (201 episoade)                    |
| 2000, 2002              | Get Real                               | Taylor Vaughn        | 2 unaired episoade                          |
| 1998                    | Pensacola: Wings of Gold               | Jessie Kerwood       | Episodul: "Company Town"                    |
| 2000–2003, 2005–present | Family Guy                             | Meg Griffin (voce)   | Main role                                   |
| 2002                    | MADtv                                  | Daisy                | Episodul: "8.7"                             |
| 2004                    | Grounded for Life                      | Lana                 | 2 episoade                                  |
| 2005–2009, 2011         | Robot Chicken                          | Various voices       | 15 episoade                                 |
| 2005                    | Punk'd                                 | Herself              | Episodul: "5.6"                             |
| 2009                    | The Cleveland Show                     | Meg Griffin (voce)   | Episodul: "Pilot"                           |
| 2010                    | The Late Late Show with Craig Ferguson | Snooki               | Episodul: "6.85"                            |
| 2011                    | Sesame Street                          | Herself              | Episodul: "The Good Bird's Club"            |
| 2011                    | Night of the Hurricane                 | Meg Griffin (voce)   | Special                                     |
| 2011                    | Good Vibes                             | Herself (voice)      | Episodul: "Red Tuxedo"                      |
| 2014                    | Two and a Half Men                     | Vivian               | Episodul: "Lan Mao Shi Zai Wuding Shang"    |

### Videoclipuri
| An   | Titlu                    | Artist                            |
| ---- | ------------------------ | --------------------------------- |
| 1999 | "In the Street"          | Cheap Trick                       |
| 2000 | "The Itch"               | Vitamin C                         |
| 2001 | "Rock and Roll All Nite" | Kiss                              |
| 2001 | "Jaded"                  | Aerosmith                         |
| 2003 | "The End Has No End"     | The Strokes                       |
| 2008 | "LA Girls"               | Mams Taylor featuring Joel Madden |

### Jocuri video
| An   | Titlu                              | Rol           |
| ---- | ---------------------------------- | ------------- |
| 2006 | Saints Row                         | Tanya Winters |
| 2006 | Family Guy Video Game!             | Meg Griffin   |
| 2012 | Family Guy: Back to the Multiverse | Meg Griffin   |

## Premii și nominalizări
| An   | Premiu                                     | Categorie                                                                | Titlu                     | Rezultat     |
| ---- | ------------------------------------------ | ------------------------------------------------------------------------ | ------------------------- | ------------ |
| 1999 | Young Artist Award                         | Best Performance in a TV Series – Young Ensemble (shared with cast)      | That '70s Show            | Nominalizare |
| 1999 | YoungStar Award                            | Best Performance by a Young Actress in a Comedy TV Series                | That '70s Show            | Câștigat     |
| 2000 | Teen Choice Award                          | TV – Choice Actress                                                      | That '70s Show            | Nominalizare |
| 2000 | Young Artist Award                         | Best Performance in a TV Series – Young Ensemble (shared with cast)      | That '70s Show            | Nominalizare |
| 2000 | YoungStar Award                            | Best Young Actress/Performance in a Comedy TV Series                     | That '70s Show            | Câștigat     |
| 2001 | Teen Choice Award                          | TV – Choice Actress                                                      | That '70s Show            | Nominalizare |
| 2001 | Young Artist Award                         | Best Performance in a TV Comedy Series – Leading Young Actress           | That '70s Show            | Nominalizare |
| 2002 | Teen Choice Awards                         | TV – Choice Actress                                                      | That '70s Show            | Nominalizare |
| 2002 | Young Hollywood Award                      | One to Watch – Female                                                    | That '70s Show            | Câștigat     |
| 2003 | Teen Choice Award                          | Choice TV Actress – Comedy                                               | That '70s Show            | Nominalizare |
| 2004 | Teen Choice Award                          | Choice TV Actress – Comedy                                               | That '70s Show            | Nominalizare |
| 2005 | Teen Choice Award                          | Choice – TV Actress: Comedy                                              | That '70s Show            | Nominalizare |
| 2006 | Teen Choice Award                          | Choice – TV Actress: Comedy                                              | That '70s Show            | Nominalizare |
| 2006 | Spike Video Game Awards                    | Best Supporting Female Performance                                       | Family Guy Video Game!    | Nominalizare |
| 2006 | Spike Video Game Awards                    | Best Cast (shared with cast)                                             | Family Guy Video Game!    | Câștigat     |
| 2007 | Annie Award                                | Best Voice Acting in an Animated Television Production                   | Family Guy                | Nominalizare |
| 2008 | Teen Choice Award                          | Choice Movie Breakout Female                                             | Forgetting Sarah Marshall | Nominalizare |
| 2009 | Teen Choice Award                          | Choice Movie Actress: Action Adventure                                   | Max Payne                 | Nominalizare |
| 2010 | Teen Choice Award                          | Choice Movie Actress: Action Adventure                                   | The Book of Eli           | Nominalizare |
| 2010 | Scream Awards                              | Best Science Fiction Actress                                             | The Book of Eli           | Nominalizare |
| 2010 | Venice Film Festival                       | Marcello Mastroianni Award for Best Young Actress                        | Black Swan                | Câștigat     |
| 2010 | Golden Globe Awards                        | Best Supporting Actress                                                  | Black Swan                | Nominalizare |
| 2010 | Screen Actors Guild Awards                 | Outstanding Performance by a Female Actor in a Supporting Role           | Black Swan                | Nominalizare |
| 2010 | Screen Actors Guild Awards                 | Outstanding Performance by a Cast in a Motion Picture (shared with cast) | Black Swan                | Nominalizare |
| 2010 | Broadcast Film Critics Association         | Best Supporting Actress                                                  | Black Swan                | Nominalizare |
| 2010 | Dallas-Fort Worth Film Critics Association | Best Supporting Actress                                                  | Black Swan                | Nominalizare |
| 2010 | Oklahoma Film Critics Circle               | Best Supporting Actress                                                  | Black Swan                | Câștigat     |
| 2010 | Las Vegas Film Critics Society             | Best Supporting Actress                                                  | Black Swan                | Nominalizare |
| 2010 | Utah Film Critics Association              | Best Supporting Actress                                                  | Black Swan                | Nominalizare |
| 2010 | Online Film Critics Society                | Best Supporting Actress                                                  | Black Swan                | Nominalizare |
| 2011 | Saturn Awards                              | Best Supporting Actress                                                  | Black Swan                | Câștigat     |
| 2011 | MTV Movie Awards                           | Best Kiss (with Natalie Portman)                                         | Black Swan                | Nominalizare |
| 2011 | Teen Choice Award                          | Choice Movie: Liplock (with Natalie Portman)                             | Black Swan                | Nominalizare |
| 2011 | Teen Choice Award                          | Choice Movie: Female Scene Stealer                                       | Black Swan                | Nominalizare |
| 2011 | Teen Choice Award                          | Choice Female Hottie                                                     | Herself                   | Nominalizare |
| 2011 | Teen Choice Award                          | Choice Summer Movie Star: Female                                         | Friends with Benefits     | Nominalizare |
| 2011 | Scream Awards                              | Best Supporting Actress                                                  | Black Swan                | Câștigat     |
| 2012 | People's Choice Awards                     | Favorite Comedic Movie Actress                                           | Friends with Benefits     | Nominalizare |
| 2012 | Rembrandt Awards                           | Best International Actress                                               | Friends with Benefits     | Nominalizare |
| 2013 | People's Choice Awards                     | Favorite Movie Actress                                                   | Herself                   | Nominalizare |
| 2013 | People's Choice Awards                     | Favorite Comedic Movie Actress                                           | Herself                   | Nominalizare |
| 2013 | Broadcast Film Critics Association         | Best Actress in a Comedy                                                 | Ted                       | Nominalizare |
| 2013 | MTV Movie Awards                           | Best Kiss (with Mark Wahlberg)                                           | Ted                       | Nominalizare |
| 2013 | MTV Movie Awards                           | Best Female Performance                                                  | Ted                       | Nominalizare |
| 2013 | Teen Choice Award                          | Choice Movie Actress: Sci-Fi/Fantasy                                     | Oz the Great and Powerful | Nominalizare |
| 2013 | Teen Choice Award                          | Choice Female Hottie                                                     | Herself                   | Nominalizare |
| 2014 | MTV Movie Awards                           | Best Villain                                                             | Oz the Great and Powerful | Câștigat     |